# لین می جیه
لین می جیه (انگلیسی: Lin Mei-jih؛ زادهٔ ۲۷ فوریهٔ ۱۹۷۲) بازیکن فوتبال اهل چین است.
وی همچنین در تیم ملی فوتبال زنان تایوان بازی کرده‌است.